# Луций Элий Гельвий Дионисий
Луций Элий Гельвий Дионисий (лат. Lucius Aelius Helvius Dionisius) — римский политический деятель начала IV века.

## Биография
За всю свою жизнь Дионисий занимал множество должностей, но даты пребывания на некоторых из них неизвестны: понтифик бога Солнца, куратор публичных зданий, куратор акведуков и муниципиев, корректор всей Италии, презид Келесирии. В 298 году он был проконсулом Африки, в 301—302 годах префектом Рима. Известно, что корректор Кампании Публий Элий Гельвий Дионисий был его сыном или кузеном.